# Diócesis de Córdoba
La diócesis de Córdoba (en latín: Dioecesis Cordubensis) es una circunscripción eclesiástica de la Iglesia católica en España. Se trata de una diócesis latina, sufragánea de la archidiócesis de Sevilla. Su actual obispo es Jesús Fernández González.

## Territorio y organización

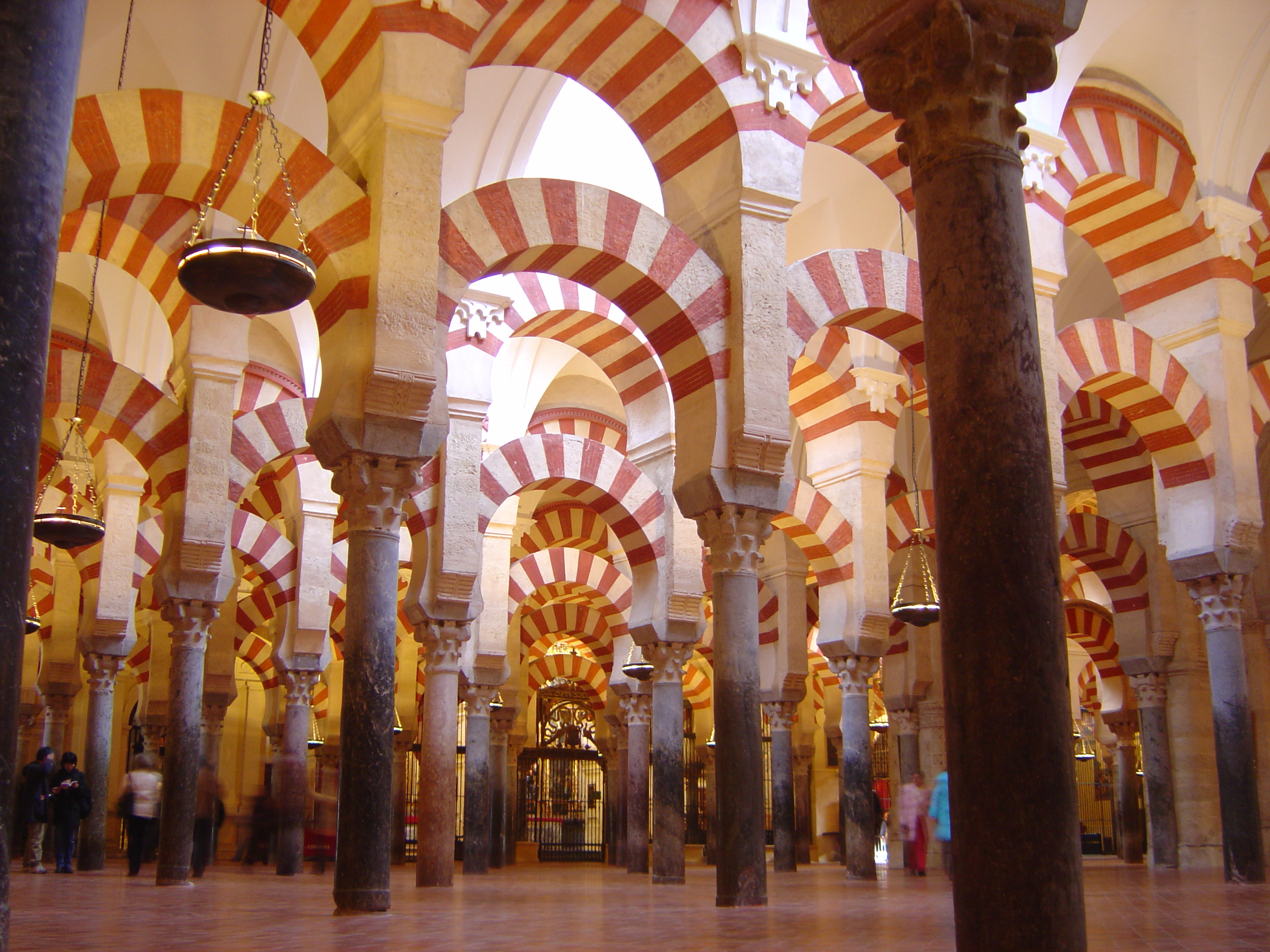
Detalles de la mezquita-catedral.

La diócesis tiene 13 717 km² y extiende su jurisdicción sobre los fieles católicos de rito latino residentes en la provincia de Córdoba de la comunidad autónoma de Andalucía.
La sede de la diócesis se encuentra en la ciudad de Córdoba, en donde se halla la Catedral de la Asunción de Nuestra Señora o de Santa María y la basílica de San Pedro.
En 2021 en la diócesis existían 231 parroquias agrupadas en 17 arciprestazgos, y estos en 4 vicariatos.

## Historia
La evangelización y difusión del cristianismo en Córdoba ocurrió posiblemente desde los primeros momentos y su región está marcada por la presencia de numerosos mártires, entre los que se encuentran los santos Acisclo y Victoria, recordados en el martirologio romano el 17 de noviembre, los santos Fausto, Genaro y Marcial, recordados el 13 de octubre, y Zoilo, celebrado el 27 de junio. Todos estos santos sufrieron el martirio durante las persecuciones de la época de Diocleciano.
La diócesis de Córdoba fue erigida presumiblemente en el siglo III, a finales del cual hay constancia documental del primer obispo conocido, san Osio, quien fue ordenado hacia 290 y luchó enérgicamente contra el arrianismo. Fue el principal impulsor del Concilio de Nicea I en 325 en el que, por encargo del emperador Constantino I el Grande, dirigió el desarrollo. Según algunos, el Credo Niceno fue escrito por Osio y a él debe atribuirse al menos la expresión homoúsios ("consustancial"). También participó en el Concilio de Sárdica en 343, que, como continuación del de Nicea, fue convocado por el papa Julio I. La Iglesia ortodoxa y la Iglesia católica de rito oriental lo veneran como santo confesor, y celebran su fiesta el día 27 de agosto. La diócesis de Córdoba se extendía por el norte hasta las orillas del río Guadiana y al sur comprendía tan sólo una mínima parte de la campiña cordobesa, coincidente con el conventus romano.
Después de Osio, se conocen los obispos de Higino, que lucharon contra el priscilianismo, pero que luego fue conquistado por este y por tanto depuesto de su sede; y Gregorio quien, según Estrabón, fue elogiado por el emperador Teodosio I (379-395). Desde su fundación, Córdoba siempre ha formado parte de la provincia eclesiástica de la archidiócesis de Sevilla.
Tras las invasiones bárbaras, en época visigoda, la ciudad episcopal se enriqueció con numerosos edificios religiosos. Pérez hace una lista de 65 iglesias, documentadas con las fuentes de la época, incluida la antigua catedral dedicada a san Vicente. Se construyeron las primeras basílicas, que se convirtieron en mezquitas tras la invasión musulmana en 711. Hacia 785 no quedó ninguna iglesia en el centro urbano y los edificios de culto cristiano estaban extramuros. La sucesión episcopal parece que se mantenía al menos hasta el siglo X, según una crónica árabe de la segunda mitad del siglo XI. Además, en Córdoba hubo, en el siglo IX, los primeros mártires de la persecución islámica anticristiana: Adolfo, Juan, Leocricia y Eulogio. En 891 fueron martirizados cerca de un millar de cristianos en Poley y en el siglo X se recuerdan los mártires Dulce, Pelagio, Argéntea y Vulfura.

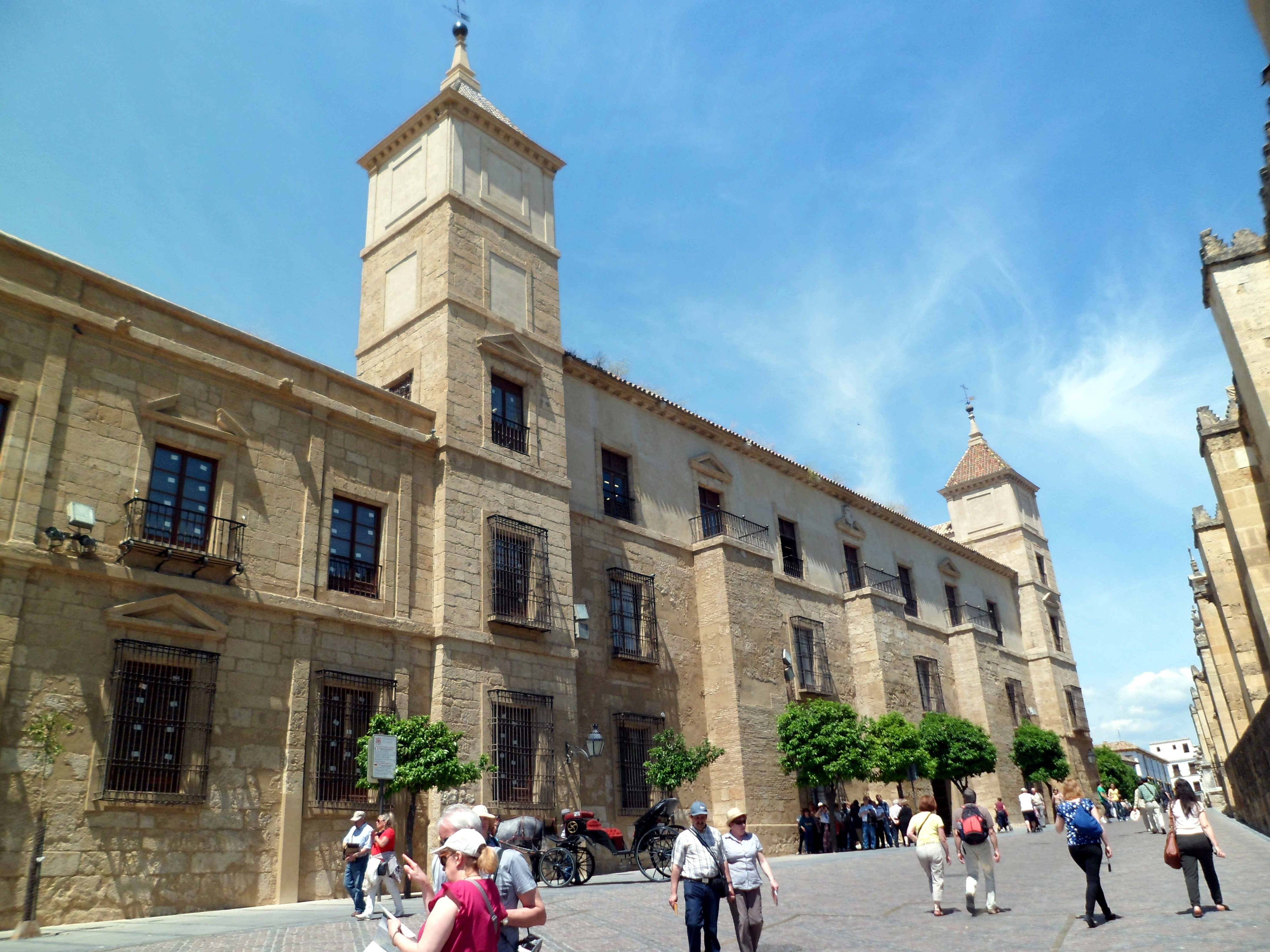
Palacio Episcopal de Córdoba

Tras la reconquista cristiana por Fernando III el Santo en 1236, la diócesis fue restaurada después de tres siglos de sede vacante. Se estableció una configuración territorial de la diócesis acomodándola a los límites del reino almohade de Córdoba y al mismo tiempo fue ampliada fusionando el territorio de la antigua sede de Egabro y parte de las de Écija, Itálica y Elvira. La sede se convirtió en sufragánea de la archidiócesis de Toledo. La gran mezquita de Córdoba, que se levantaba en el lugar de la antigua iglesia visigoda de San Vicente, fue transformada para albergar la nueva catedral diocesana desde el momento de la ordenación episcopal de su primer obispo, Lope de Fitero, en 1238. El capítulo de canónigos se estableció en 1238.
Durante el siglo siglo XIII, la sede de Córdoba fue disputada por los metropolitanos de Toledo y Sevilla, quienes finalmente se impusieron.
En 1464 Pedro de Córdoba y Solier fue el último obispo elegido por el cabildo.
En 1482 se instituyó la inquisición diocesana, que fue muy activa, con numerosos autos de fe documentados hasta la primera mitad del siglo XVIII.
En 1583, en cumplimiento de las decisiones del Concilio de Trento, se estableció el seminario diocesano, dedicado a san Pelagio. Poco después se erigieron los hospitales de San Jacinto, fundado por el beato Francisco de Posadas, y de Jesús Nazareno, fundado por el religioso Cristóbal de Santa Catalina. La presencia y actividad de grandes figuras de santos españoles, como las de Juan de la Cruz y Francisco de Borja, dieron un gran impulso a la reforma tridentina en la diócesis de Córdoba.
A mediados del siglo XIX, la supresión de los bienes de las órdenes religiosas y las desamortizaciones golpearon a la diócesis, privándola de medios económicos. Sin embargo, el obispo Joaquín Tarancón y Morón reaccionó con una línea suave, encaminada a la conciliación en las relaciones entre Iglesia y Estado.
En el siglo XIX, debido a las reformas jurisdiccionales del concordato de 1851, deja de ser sufragánea de Toledo para depender de la archidiócesis de Sevilla. También se añadieron a la diócesis dos arciprestazgos y algunas parroquias.
Durante el período de la Segunda República y la guerra civil española, 82 sacerdotes diocesanos fueron martirizados, mientras que otros dos murieron en prisión. Además, fueron martirizados un subdiácono, cuatro seminaristas, 19 religiosos, la beata Victoria Díez y numerosos laicos pertenecientes a la Acción Católica o al grupo de Adoración Nocturna. El propio obispo Adolfo Pérez Muñoz fue condenado a muerte y encarcelado, pero logró escapar.
En 1958, tras el concordato de 1953 que establecía que los límites de las diócesis coincidían con los de las provincias civiles, la diócesis de Córdoba cedió el arciprestazgo de Castuera a la diócesis de Badajoz y la parroquia de Villanueva de Tapia a la diócesis de Málaga. Al mismo tiempo adquirió a la archidiócesis de Sevilla las parroquias de Fuente Palmera y Puente Genil.
La reconstrucción de la diócesis después de la guerra civil se centró en la formación del clero diezmado, la construcción de nuevas iglesias y la expansión de las asociaciones católicas.

## Estadísticas
Según el Anuario Pontificio 2022 la diócesis tenía a fines de 2021 un total de 781 243 fieles bautizados.
| Año                                                                             | Población            | Población | Población      | Sacerdotes | Sacerdotes    | Sacerdotes    | Bautizados por sacerdote | Diáconos permanentes | Religiosos | Religiosos | Parroquias |
| Año                                                                             | Bautizados católicos | Total     | % de católicos | Total      | Clero secular | Clero regular | Bautizados por sacerdote | Diáconos permanentes | Varones    | Mujeres    | Parroquias |
| ------------------------------------------------------------------------------- | -------------------- | --------- | -------------- | ---------- | ------------- | ------------- | ------------------------ | -------------------- | ---------- | ---------- | ---------- |
| 1950                                                                            | 1 000 900            | 1 001 005 | 100.0          | 291        | 196           | 95            | 3439                     |                      | 197        | 1285       | 128        |
| 1967                                                                            | 802 500              | 802 700   | 100.0          | 574        | 359           | 215           | 1398                     |                      | 399        | 984        | 204        |
| 1980                                                                            | 760 380              | 765 620   | 99.3           | 508        | 310           | 198           | 1496                     |                      | 337        | 1023       | 227        |
| 1990                                                                            | 785 000              | 792 000   | 99.1           | 409        | 292           | 117           | 1919                     |                      | 160        | 887        | 229        |
| 1999                                                                            | 757 700              | 767 175   | 98.8           | 325        | 246           | 79            | 2331                     |                      | 126        | 737        | 234        |
| 2000                                                                            | 758 000              | 767 175   | 98.8           | 326        | 246           | 80            | 2325                     |                      | 121        | 734        | 239        |
| 2001                                                                            | 787 098              | 789 375   | 99.7           | 332        | 253           | 79            | 2370                     |                      | 129        | 1152       | 239        |
| 2002                                                                            | 767 089              | 769 625   | 99.7           | 368        | 256           | 112           | 2084                     |                      | 160        | 1100       | 240        |
| 2003                                                                            | 768 489              | 771 131   | 99.7           | 366        | 254           | 112           | 2099                     |                      | 160        | 1089       | 230        |
| 2004                                                                            | 768 337              | 771 131   | 99.6           | 370        | 258           | 112           | 2076                     |                      | 154        | 1089       | 232        |
| 2006                                                                            | 780 005              | 783 520   | 99.6           | 376        | 263           | 113           | 2074                     |                      | 181        | 1006       | 230        |
| 2013                                                                            | 801 317              | 805 857   | 99.4           | 354        | 275           | 79            | 2263                     |                      | 122        | 778        | 230        |
| 2016                                                                            | 792 018              | 795 611   | 99.5           | 360        | 274           | 86            | 2200                     | 2                    | 136        | 680        | 231        |
| 2019                                                                            | 786 640              | 790 000   | 99.6           | 353        | 283           | 70            | 2228                     | 2                    | 117        | 658        | 231        |
| 2021                                                                            | 781 243              | 785 240   | 99.5           | 343        | 272           | 71            | 2277                     | 3                    | 118        | 646        | 231        |
| Fuente: Catholic-Hierarchy, que a su vez toma los datos del Anuario Pontificio. |                      |           |                |            |               |               |                          |                      |            |            |            |

En el curso 2017-2018 se formaron 60 seminaristas mayores en la diócesis: 40 en el Seminario Mayor diocesano y 20 en el Seminario Redemptoris Mater local. Además, se ordenaron dos nuevos sacerdotes.